# Чемпионат Африки по шашкам-64
Чемпионат Африки по шашкам-64 — международные соревнования по шашкам, которые проводятся под эгидой Международной федерацией шашек IDF с 2016 года. Первый чемпионат проводился в основной программе по русским шашкам и в программе быстрые шашки по пул чекерсу. В 2018 году чемпионат проводился в основной программе по русским шашкам, в программе быстрые шашки по пул чекерсу и в молниеносной программе (блиц) по бразильским шашкам. В 2023 году проводился в тех же программах первый чемпионат Африки среди женщин.

## Призёры

### Основная программа
| Год         | Место            | Золото         | Серебро            | Бронза            |
| 2016 (рус.) | Лусака, Замбия   | Ричард Мамбве  | Мозес Винеси       | Енок Банда Макока |
| 2018 (рус.) | Блантайр, Малави | Луканга Мамбве | Енок Банда Макока  | Том Мадалицо      |
| 2023 (рус.) | Лусака, Замбия   | Уильям Чинзеве | Енок Банда Макока  | Мбуче Фири        |
| 2024 (рус.) | Кампала, Уганда  | Исаак Бафаки   | Абдул Карим Вассва | Сэм Сенога        |

### Быстрые шашки
| Год               | Место            | Золото            | Серебро         | Бронза        |
| 2016 (пул чекерс) | Лусака, Замбия   | Луканга Мамбве    | Элиас Мункондиа | Исаак Бафаки  |
| 2018 (пул чекерс) | Блантайр, Малави | Енок Банда Макока | Том Мадалицо    | Майкл Абу     |
| 2023 (пул чекерс) | Лусака, Замбия   | Уильям Чинзеве    | Элиас Мункондиа | Элайджа Чанда |

### Блиц
| Год          | Место            | Золото         | Серебро           | Бронза              |
| 2018 (браз.) | Блантайр, Малави | Сэм Сенога     | Енок Банда Макока | Юлиус Мвита         |
| 2023 (браз.) | Лусака, Замбия   | Уильям Чинзеве | Енок Банда Макока | Криспин Одиамбо Гой |